# Towiańscy herbu Gierałt
Towiańscy – ród senatorski. Szczyt znaczenia zdobył w 1. poł. XVIII w. Główni przedstawiciele: Jerzy Hipolit i jego syn Krzysztof Mikołaj, kasztelan łęczycki. Właściciele Nieborowa.